# Divino Espirito Popular
Pour plus de détails, voir Fiche technique et Distribution.
Divino Espirito Popular est un film documentaire brésilien réalisé par Pedro Abib, sorti en 2006.

## Synopsis
Ce film montre la culture populaire d’une région, illustrée par la Festa do Divino de Mogi das Cruzes (État de São Paulo) – une tradition ancestrale de plus de 300 ans qui subit l’influence des groupes afro-brésiliens, comme Congada, Mozambique et Marujada, et considérée comme l’une des fêtes traditionnelles les plus anciennes du Brésil.

## Fiche technique
- Réalisation : Pedro Abib
- Production : Pedro Abib
- Scénario : Pedro Abib
- Image : Pedro Abib
- Montage : Pedro Abib